# Basilica di Sant'Antonio di Padova (Bologna)
La basilica di Sant'Antonio di Padova è un luogo di culto cattolico di Bologna situato in via Jacopo della Lana 2, subito fuori dalle mura cittadine, presso porta Santo Stefano. Costituisce una parrocchia retta dai frati minori francescani. Nel maggio del 1939 papa Pio XII l'ha elevata alla dignità di basilica minore.

## Storia
La figura di Sant'Antonio da Padova è legata molto anche alla città di Bologna: è qui infatti che insegnò teologia e predicò negli ultimi anni della sua vita. Antonio venne inviato proprio presso lo Studium bolognese esattamente tra il 1222 e il 1224 a predicare contro le eresie. Il Santo si fermò presso il Convento con annessa Chiesa di San Paolo in Monte (convento dell’Osservanza), ove esisteva una piccola cappella dedicata a San Paolo Eremita, dove egli pregò. Egli fu il primo insegnante di teologia presso il Frati Minori. Lo stesso padre San Francesco stesso gli aveva scritto: “A frate Antonio, vescovo mio, frate Francesco salute in Cristo. Mi piace che tu legga sacra teologia ai frati purché in questo studio non estinguano lo spirito della santa orazione e devozione come sta scritto nella regola. Vale”, come riportata anche in una lapide sulla facciata del santuario di Sant’Antonio.
Ma la costruzione della chiesa avverrà molto più tardi. L'Ordine Francescano possedeva, infatti, diversi conventi in città, come, dal XV secolo, quello della Chiesa della Santissima Annunziata a Porta Procula (Porta San Mamolo) dei Minori Osservanti. Dopo le confische napoleoniche e sabaude, nel 1866 a Bologna furono soppressi gli ordini religiosi e i conventi furono confiscati. Visti vani i tentativi di rientrare in possesso della SS.ma Annunziata, i frati decisero di costruire, in sostituzione di quello, un nuovo convento e di intitolarlo a sant’Antonio, in memoria del suo soggiorno, scegliendo una zona fra Porta Maggiore e Porta Santo Stefano ove sorgeva l'antico 'Foro Boario'. I lavori furono velocissimi, tra il 1898 e il 1899, ed il convento fu inaugurato il 3 maggio 1899.
La prima pietra della chiesa, progettata dall’ing. Carlo Barbieri fu posta il 3 settembre 1903. Anche i lavori della chiesa furono velocissimi, e il 17 ottobre 1904 la nuova chiesa poté essere consacrata dal vescovo francescano mons. Luigi Canali (come ricorda una data inserita nel pavimento antistante il portale della chiesa ricorda l’evento). 
Il 13 giugno (Festa di Sant'Antonio) del 1930 il complesso venne solennemente proclamato "Santuario Antoniano" dall'allora arcivescovo di Bologna, cardinale Giovanni Battista Nasalli Rocca.

## Descrizione
Facciata e interno
La facciata realizzata venne fatta in stile neogotico, in laterizio all’esterno. 
L'interno si presenta a tre navate, completamente dipinto con scene delle vite dei Santi Francesco, con una caratteristica decorazione a fasce bianche e nere. Ai dipinti collaborarono diversi padri francescani, come padre Eusebio Gelati, cui si devono gli stalli del coro e i dipinti delle absidiole delle navatelle. Altri pittori sono stati: Rufo Reffi, Augusto Centofanti, Pietro Pietroni, Giacomo Gemmi, Antonio Maria Nardi.
La cappella maggiore della navata maggiore è dedicata a sant’Antonio, quella dell’absidiola di destra a san Francesco e quella di sinistra all’Immacolata.  
Ogni cappella è riccamente decorata. Nella cappella di san Francesco troviamo le storie della sua vita (citiamo l’approvazione della Regola e la stigmatizzazione) e in quella dell’Immacolata si trova l’Istituzione dell’Eucaristia. Queste cappelle furono affrescate da Giacomo Gemmi e dai padri Centofanti e Eusebio Gelati.
Statua del Santo
Nella piazzetta antistante (oggi dedicata a Mariele Ventre) venne collocata nel 1933 una statua bronzea raffigurante il santo, opera dello scultore Mario Bega, fratello del celebre architetto Melchiorre.
Organi a canne
Nell'abside, a pavimento, si trova l'organo a canne, costruito da Franz Zanin nel 1972 su progetto di Luigi Ferdinando Tagliavini; esso dispone di 37 registri su tre manuali e pedale ed è a trasmissione mista, meccanica per manuali e pedale ed elettrica per i registri.
Campanile
Nel 1928 fu costruito il bel campanile gugliato su disegno di Camillo Uccelli. Nella cella campanaria, illuminata da bifore a sesto acuto, è un concerto di 5 campane in tonalità Lab3 maggiore (Lab3-Sib3-Do4-Reb4-Mib4) opera del fonditore bolognese Cesare Brighenti. Le campane sono dotate del cosiddetto "doppio sistema": per i segnali ordinari a distesa sono movimentate da un impianto elettrico a catene, mentre per le esecuzioni solenni "a doppio" è necessario l'intervento manuale dei maestri campanari (fisso ogni anno per la festa patronale il 13 giugno).

## Antoniano
Presso la basilica si trova l'istituzione promotrice di attività caritative e sociali dell'Antoniano, fondato nel 1953 da Padre Ernesto Caroli. L'attiguo Convento, con annessa biblioteca, archivio, studio, mensa ed infermeria, è anche sede provinciale dell'Ordine dei Frati Minori.

## Galleria d'immagini

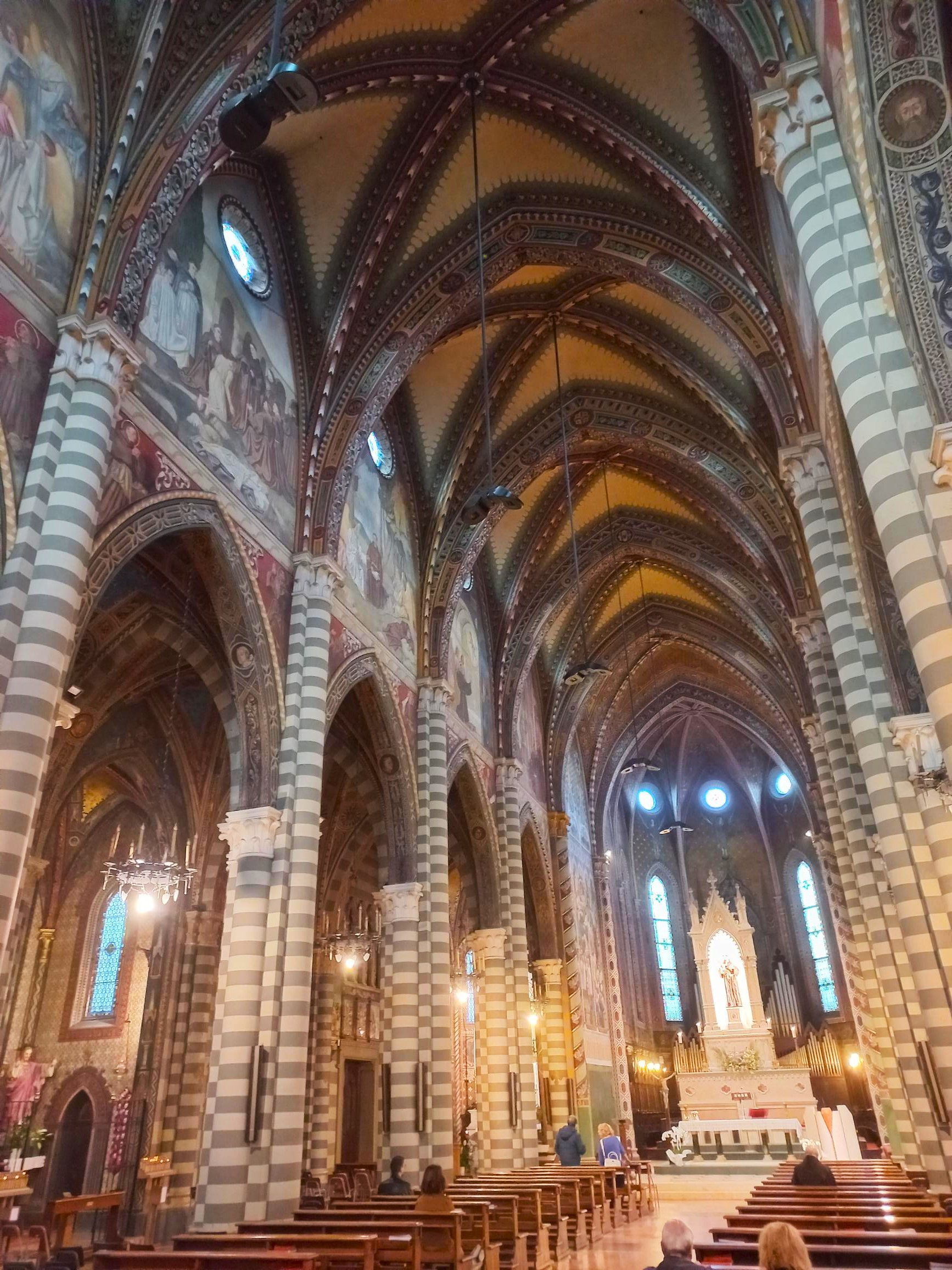
Navata centrale.
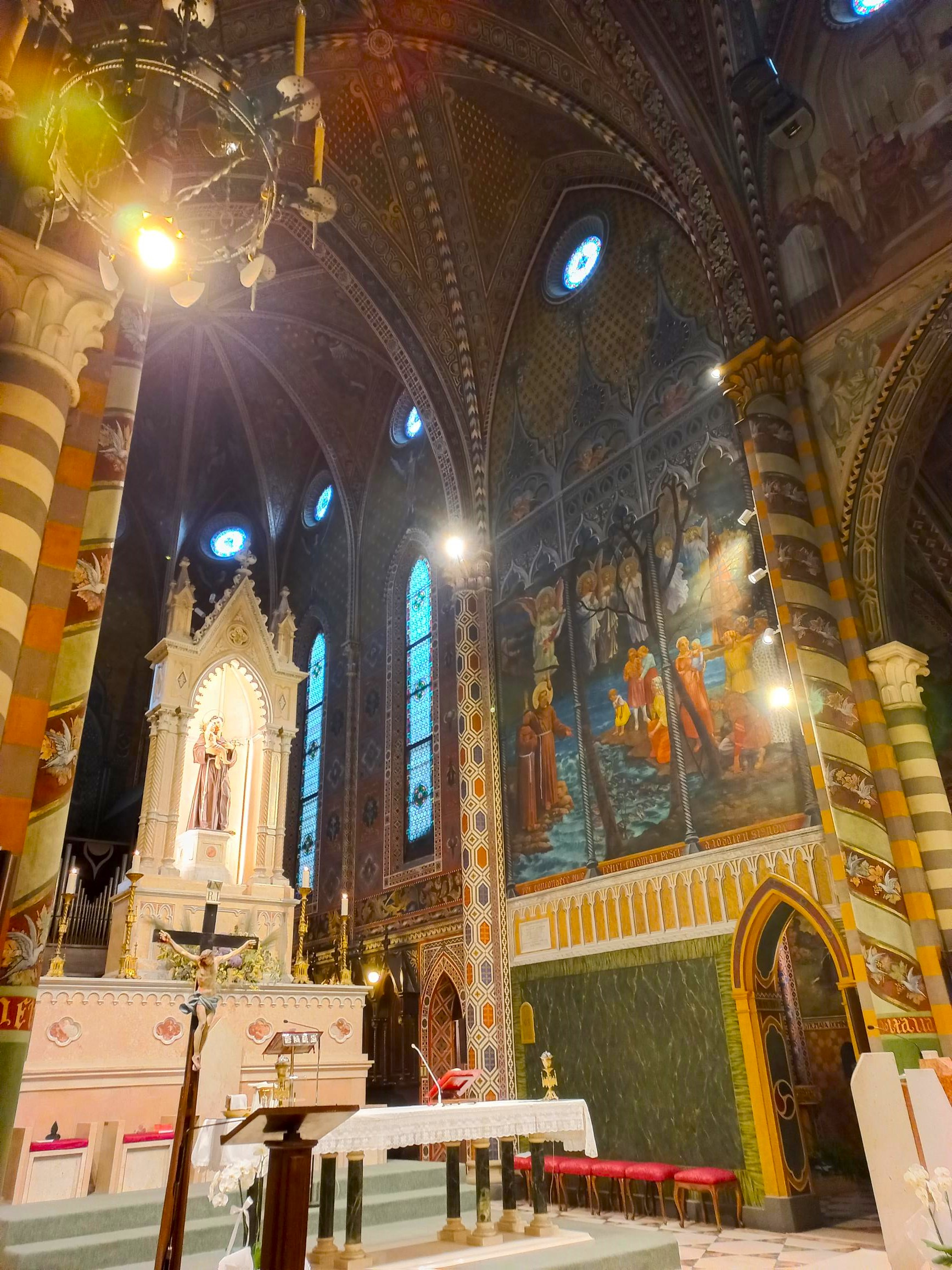
Abside.
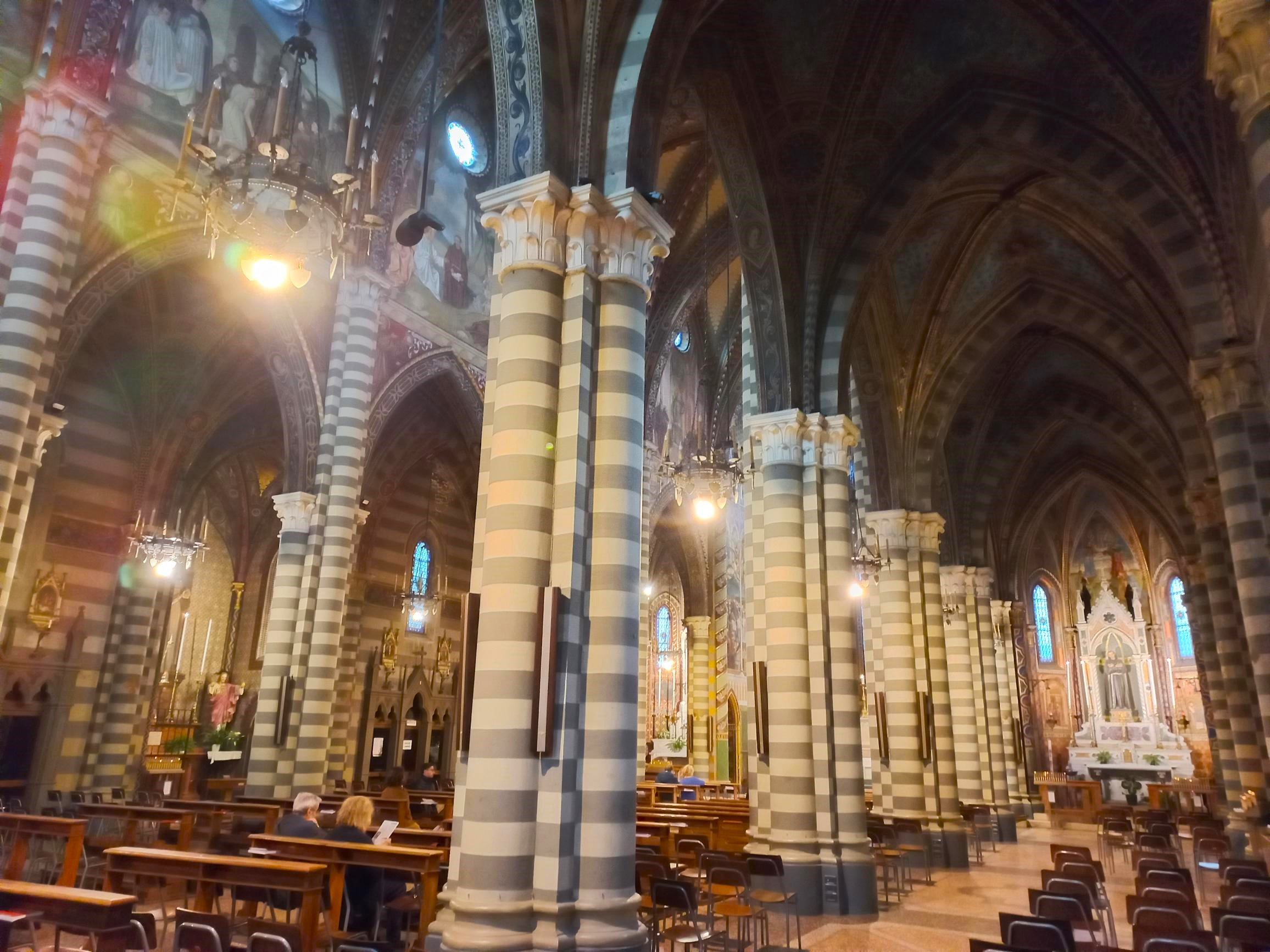
Navata laterale destra.
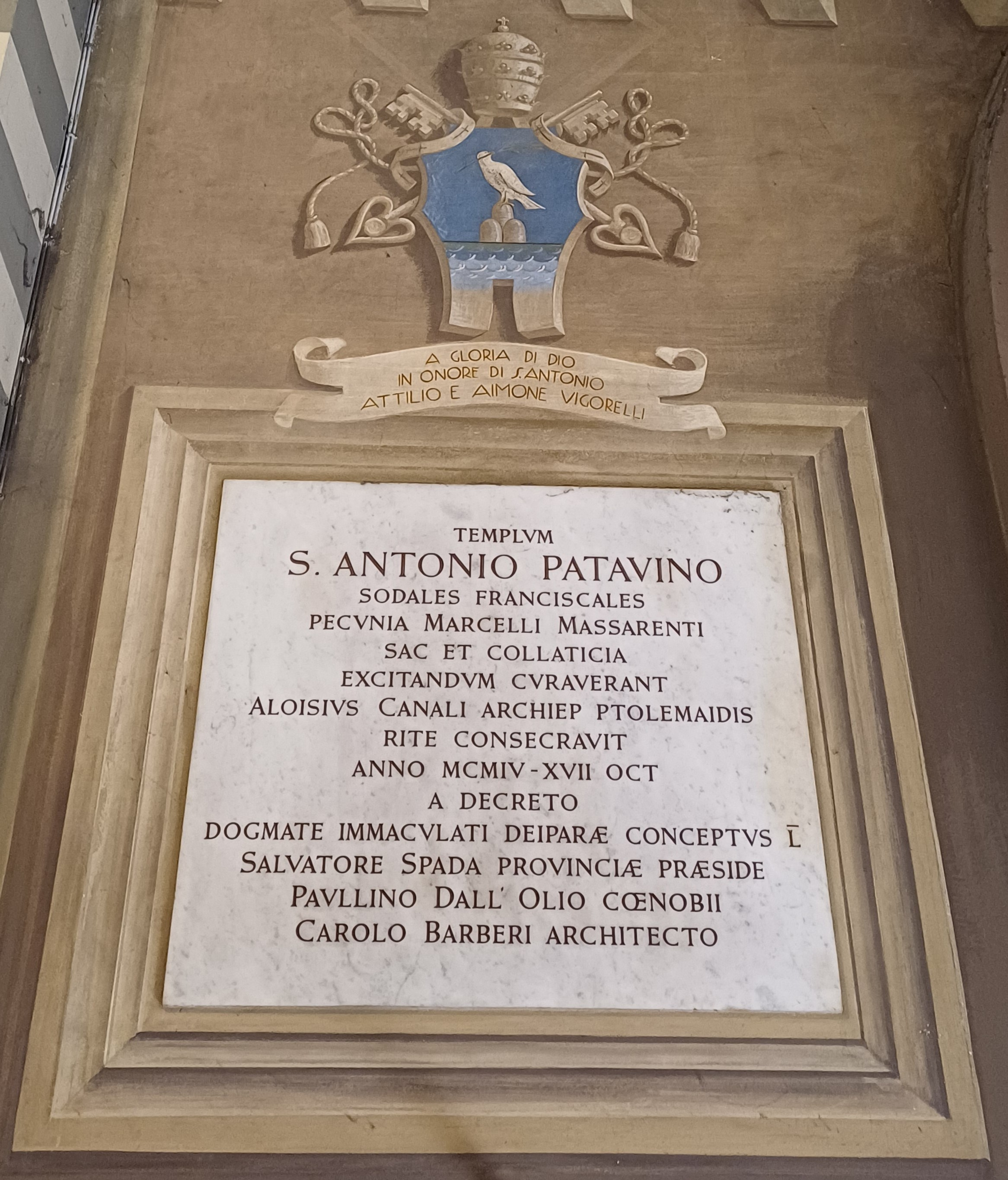
Navata centrale.
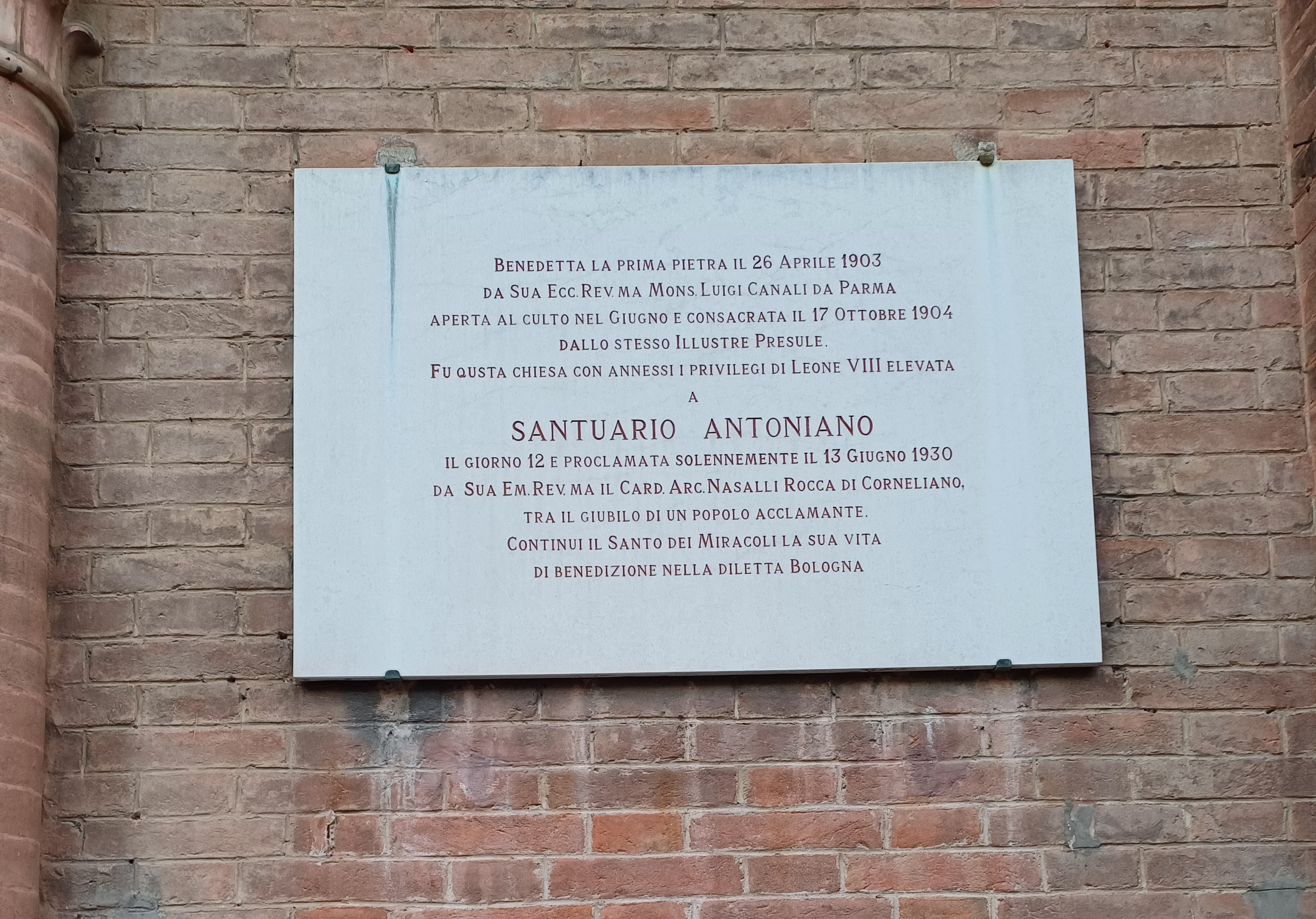
Facciata.
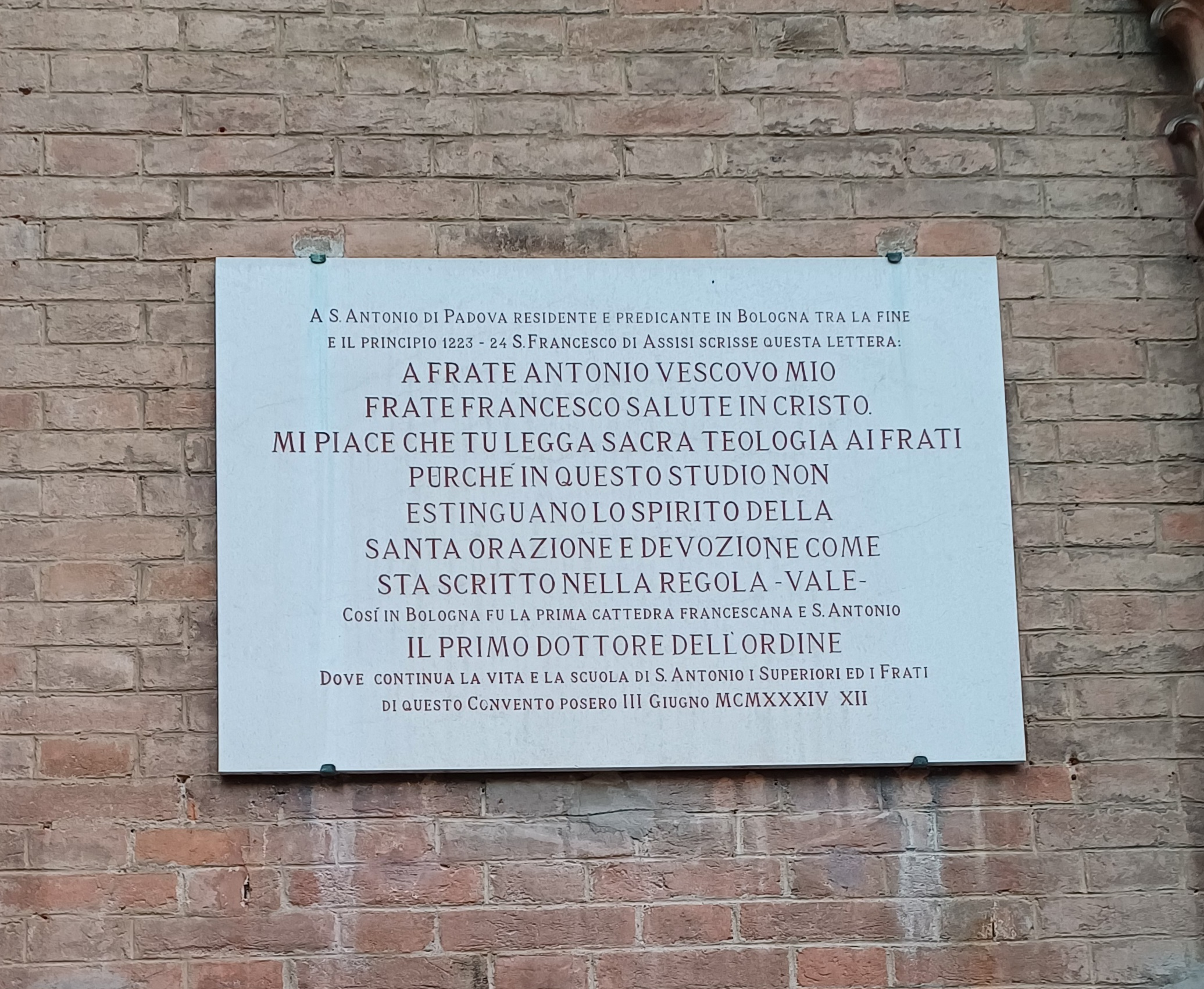
Facciata.
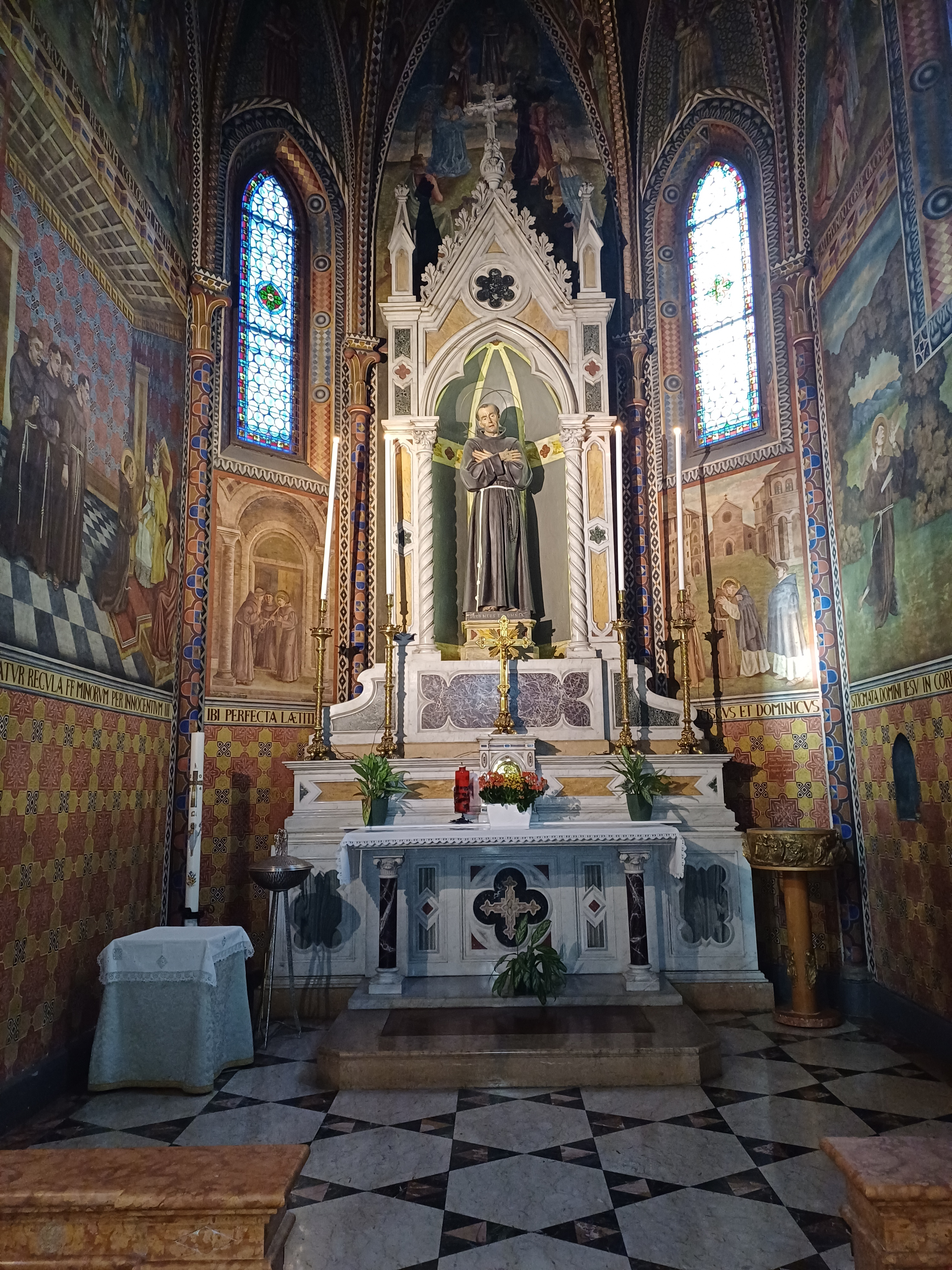
Navata destra cappella di San Francesco.
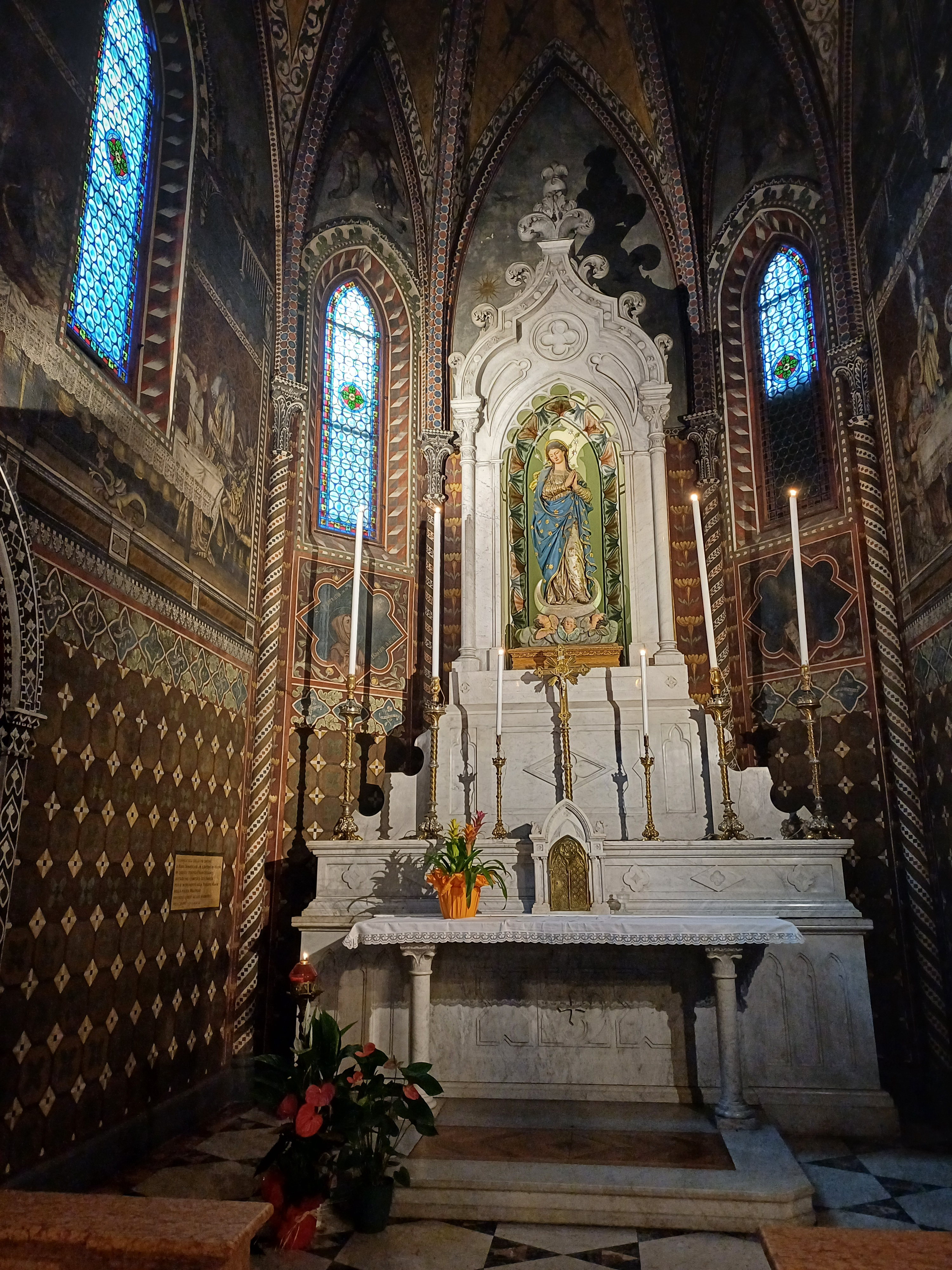
Navata sinistra cappella dell'Immacolata.